# Janet Margolin
Janet Margolin (* 25. Juli 1943 in New York City; † 17. Dezember 1993 in Los Angeles, Kalifornien) war eine US-amerikanische Schauspielerin.

## Leben und Karriere
Margolin studierte in New York Darstellende Kunst und erntete als 18-Jährige 1962 eine Tony-Award-Nominierung für ihre Darstellung eines psychisch gestörten Teenagers in dem Broadway-Bühnenstück Daughter of Silence. Dieser Erfolg führte zu Margolins Kinodebüt mit einer vergleichbaren Rolle in Frank Perrys Filmdrama David und Lisa, für die sie 1963 für den Golden Globe als Beste Nachwuchsdarstellerin nominiert wurde. 1965 spielte sie in dem Weltkriegsfilm Morituri die Jüdin Esther Levy. 1969 war sie Woody Allens Partnerin in dessen früher Komödie Woody, der Unglücksrabe. Allen engagierte sie später erneut für einen kleinen Part in seinem Erfolgsstreifen Der Stadtneurotiker (1977).
Trotz durchweg ausgezeichneter Kritiken blieb Janet Margolins Durchbruch zum Star aus. Sie trat in erster Linie in TV-Rollen in Erscheinung. Eine ihrer bekanntesten Kinofilme wurde Jonathan Demmes von Alfred Hitchcock inspirierter Thriller Tödliche Umarmung (1979). Ihren letzten Auftritt auf der Leinwand hatte sie 1989 in Ghostbusters II.
Janet Margolin starb 50-jährig an einem Ovarialkarzinom. Sie hinterließ ihren Mann, den Schauspieler und Regisseur Ted Wass (Blossom), mit dem sie in zweiter Ehe verheiratet war, und zwei gemeinsame Kinder, darunter den Filmkomponisten Julian Wass (* 1981).

## Filmografie
- 1961: The Edge of Night (Fernsehserie, eine Folge)
- 1962: Ben Casey (Fernsehserie, eine Folge)
- 1962: Alcoa Premiere (Fernsehserie, eine Folge)
- 1962: David und Lisa (David and Lisa)
- 1963: East Side/West Side (Fernsehserie, eine Folge)
- 1963: Preston & Preston (The Defenders, Fernsehserie, eine Folge)
- 1964: Arrest and Trial (Fernsehserie, eine Folge)
- 1965: Die größte Geschichte aller Zeiten (The Greatest Story Ever Told)
- 1965: Widersteh, wenn du kannst (Bus Riley's Back in Town)
- 1965: Morituri
- 1966: Nevada Smith
- 1966: El ojo de la cerradura
- 1966: Ten Blocks on the Camino Real (Fernsehfilm)
- 1967: Sein grosser Auftritt (Enter Laughing)
- 1967: Das Geheimnis der blauen Krone (Coronet Blue, Fernsehserie, eine Folge)
- 1968: Buona Sera, Mrs. Campbell
- 1969: Woody, der Unglücksrabe (Take the Money and Run)
- 1971: Medical Center (Fernsehserie, eine Folge)
- 1971: Die jungen Anwälte (The Young Lawyers, Fernsehserie, eine Folge)
- 1971: The Interns (Fernsehserie, eine Folge)
- 1971: The Last Child (Fernsehfilm)
- 1971: Owen Marshall – Strafverteidiger (Owen Marshall: Counselor at Law, Fernsehserie, eine Folge)
- 1972: Twen-Police (Fernsehserie, eine Folge)
- 1972: Start ins Ungewisse (Family Flight, Fernsehfilm)
- 1973: Zwei auf krummer Tour (Your Three Minutes Are Up)
- 1973–1975: Police Story (Fernsehserie, drei Folgen)
- 1974: Pray for the Wildcats (Fernsehfilm)
- 1974: Planet Earth (Fernsehfilm)
- 1974: Lucas Tanner (Fernsehserie, eine Folge)
- 1975: The Wide World of Mystery (Fernsehserie, eine Folge)
- 1975: Make-up und Pistolen (Police Woman, Fernsehserie, eine Folge)
- 1975: Die knallharten Fünf (S.W.A.T., Fernsehserie, eine Folge)
- 1976: Joe Forrester (Fernsehserie, eine Folge)
- 1976: Serpico (Fernsehserie, eine Folge)
- 1976–1977: Lanigan’s Rabbi (Fernsehserie, fünf Folgen)
- 1977: Martinelli, Outside Man (Fernsehfilm)
- 1977: Der Stadtneurotiker (Annie Hall)
- 1977: Murder in Peyton Place (Fernsehfilm)
- 1977: Sharon: Portrait of a Mistress (Fernsehfilm)
- 1977: Starsky & Hutch (Fernsehserie, zwei Folgen)
- 1978: The Eddie Capra Mysteries (Fernsehserie, eine Folge)
- 1979: Feuerfalle (The Triangle Factory Fire Scandal, Fernsehfilm)
- 1979: Tödliche Umarmung (Last Embrace)
- 1980: Das Plutonium Syndrom (The Plutonium Incident, Fernsehfilm)
- 1987: Tonight’s the Night (Fernsehfilm)
- 1988: Distant Thunder
- 1989: Ghostbusters II
- 1990: Columbo: Niemand stirbt zweimal (Murder in Malibu, Fernsehreihe)
- 1990: Cash for Killing (Fernsehfilm)
- 1990: Mord ist ihr Hobby (Murder, She Wrote, Fernsehserie, eine Folge)